# Glaphyra luculenta
Glaphyra luculenta là một loài bọ cánh cứng trong họ Cerambycidae.